# Государів титул

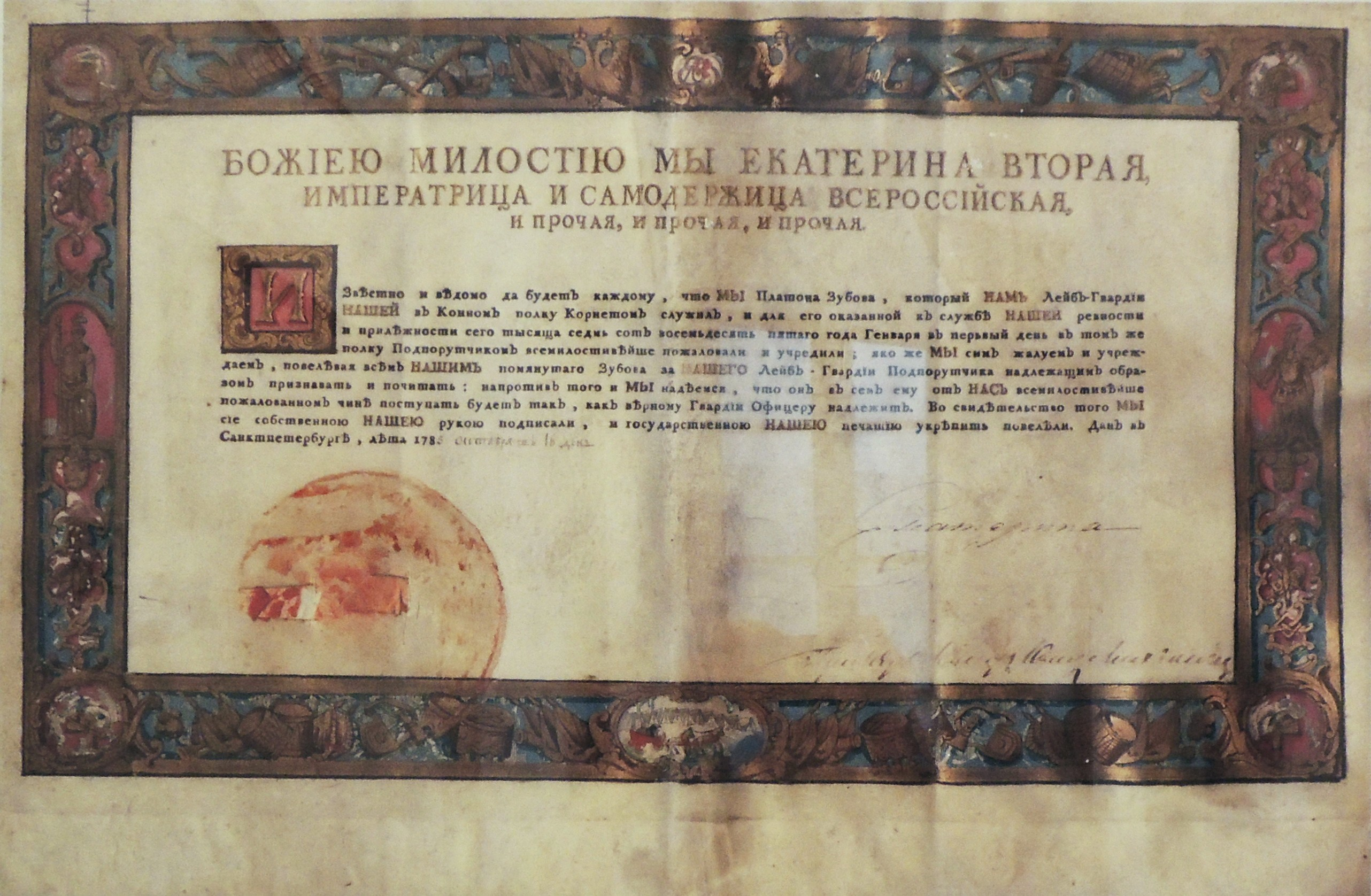
Короткий перелік титулу Государині Російської Катерини II, в якому повний текст для економії часу та чорнила замінений формулюванням «і інше, і інше, і інше».

Великий государів титул царя Петра I:
«Божою милістю ми, пресвітліший і наймогутніший великий государ і великий князь Петро Олексійович всієї Великої і Малої і Білої Росії самодержець: Московський, Київський, Володимирський, Новгородський, цар Казанський, цар Астраханський і цар Сибірський, государ Псковський, великий князь Смоленський, Тверський, Югорський, Пермський, В'ятський, Болгарський та інших, государ і великий князь Новагорода Низовскої земелі, Чернігівський, Рязанський, Ростовський, Ярославський, Білозерський, Удорський, Обдорський, Кондійський і всієї північної країни володар, і государ Іверської землі, Карталинських і Грузинських царів, і Кабардинських земель, Черкаських і Горських князів та інших багатьох держав і земель Східних і Західних і Північних Отчич і Дідич, і спадкоємець, і государ, і володар».
Государів титул («титла царська велика» і «титла царська мала») — найменування титулу імператора Російської держави, куди входять повне перерахування земель (царств, князівств тощо), входили на той час у його володіння.
Змінювався у зв'язку зі зміною правителя на престолі та в процесі загарбання нових земель Росією.

## Значення
Спотворення государевого титулу піддавалося покаранню. Найменування московського/російського монарха государевим титулом в повному обсязі часто ставало предметом дискусії з послами іноземних держав: «[Цар посилав до Варшави] зі скаргою на уповноважених від короля, які приходили до Москви, що вони у своїх паперах царського титулу не дописували, до безчестя государя, і з вимогою стратити винних смертю».
Підвищеною увагою до питання царського титулування відзначено час царювання Олексія Михайловича. Титул дедалі більше перетворювався на видозмінювану, рухливу формулювання, з допомогою якої вирішувалися як масштабні, і поточні політичні завдання.

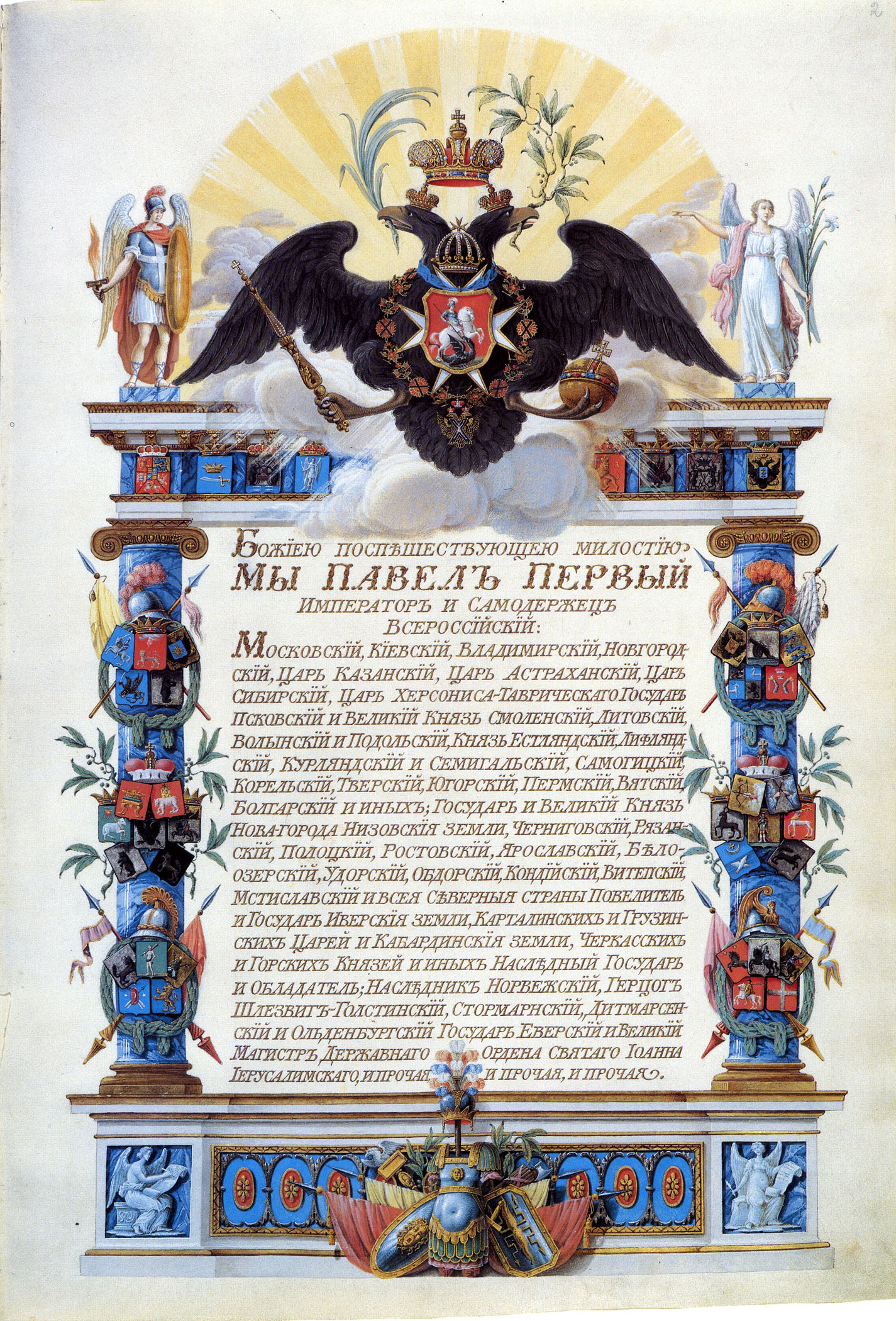
Великий титул імператора Павла I (з Маніфесту 1800)

## «Великий» та «малий» титул
Існували два типи титула:
- Великий — повний і розлогий.
- Малий — короткий.

Використовувався в написі на великокнязівської чи царської печаті, яка також була двох типів — Велика і Мала, залежно від вжитого титулу. Кожна з них прикладалася до тих грамот, де згадувався і відповідний царський титул, щоб не порушувався закон суворої відповідності між титулом государя в грамоті та на печатці.

### Хронологія

Малий государів титул Івана IV
«Іван Божою милостю господар всія Русі, Великий князь Володимерський, Московський, Новградський ті інших».
- Дмитро Шемяка і за ним Василь II Темний на своїх монетах використовували титул «господар всія Русі» (або «господар землі Руської»)[4].
- Іван III слово «господар» змінює на «Божою милістю господар» (іноді «Божою милістю великий господар»[5], а також із захопленням сусідніх держав включав в титул назви найбільш значних ліквідованих держав (наприклад, великих князівств). 1501 року були включені Уральські титули (Удорський, Обдорський та Кондійський). Також з титулу було вилучено по батькові, а додана Болгарія[6].
- Василь III додає титул «государ Псковський» 1509 року «великий князь Смоленський» 1514 року.[7]
- Іван IV додає в Великий государів титул " «государ Лівонскоя землі» (або «государ Ліфляндський»), «Цар Сибірський», «Великий князь Смоленський і Полоцький» і починає титулувати себе «Цар»[8].
- Лжедмитрій I затвердив такий зміст свого титулу «Ми, пресвітлвйший і непереможний Монарх Дмитро Іванович, Божою милістю, цісар і Великий Князь всієї Русії, і всіх татарських царств та інших багатьох Московської монархії підкорених областей Государ і Цар» (титул перестав вживатися після падіння Лжедмитрія)[9].
- 1625 року цар Михайло Федорович додав «самодержець». За іншими даними, Михайло Федорович не отримав титул «самодержця», хоча і зберіг титули «цар» і «государ»[10]. При ньому ж в титул додається фраза: «Повелитель і Государ Іверської землі, Карталінських і Грузинських царів і Кабардинської землі, Черкаських і гірських князів».
- З 1654—1655 рр.[11] за царя Олексію Михайловича титул був доповнений новим формулюванням «… государ, цар і Великий князь всієї великої і малої і Білої Русії самодержець» в результаті війни з Річчю Посполитою і завоювання Московією ряду територій.
- Ряд найменувань був введений в царський титул указом 1667 року після Андрусівського перемир'я, коли були приєднані Гетьманщина і Смоленщина, на великій державній печатці царя Олексія Михайловича, так само як царів Іванна і Петра Олексійовичів стала напис:

«Найсвітліший і державнейший великий государ і великий князь Петро Олексійович всієї Великої і Малої і Білої Русії самодержець: Московський, Київський, Володимирський, Новгородський, цар Казанський, цар Астраханський і цар Сибірський, государ Псковський, великий князь Смоленський,Тверський, Югорський, Пермський, Вятський, Болгарський та інших, государ і великий князь Новагорода Низовські землі, Чернігівський, Рязанський, Ростовський, Ярославський, Білозерський, Удорський, Обдорський, Кондійський і всієї північні країни король, і государ Іверскої землі, Карталінських і Грузинських царів, і Гірських князів та інших багатьох держав і земель Східних і Західних і Північних Отчич і Дідич і спадкоємець і володар».
- З 1682 року співправителями були Іван і Петро і найменування титулу писалися у множині. До 1689 р., поки регент при малолітніх царях була царівна Софія, вона також згадувалася в титулі, який починався в той час словами: «Божою милістю, ми, Великі государі, царі і великі князі, Іоанн Олексійович, Петро Олексійович, і велика Государиня благовірна царівна і велика княжна Софія Олексіївна всієї Великої і Валої і Білої Русії самодержці…». Після видалення Софії згадка про неї з титулу виключається.
- За результатами Ништадтського миру включений титул «Князь Ліфляндський, Естляндський і Карельський»[12].
- З 22 жовтня (2 листопада) 1721 фраза великого титулу «Великий государ, цар всієї великої і малої і Білої Русії самодержець» змінювалася на «Ми, Петро Перший, імператор і самодержець Всеросійський», титул «государиня цариця і велика княгиня» — на «її величність імператриця»[13].
- 25 грудня 1761 року (5 січня 1762 року) — Петро III додає титули «спадкоємець Норвезький, Герцог Шлезвіг-Голстинський, Стормарнський, і Дітмарсенський, Граф Ольденбурзький і Дельменгорстський»[14].
- 2 (13) липня 1762 року — при Катерині II скасовується титул «спадкоємиця Норвезька, Герцогиня Шлезвіг-Голстинська, Стормарнська, і Дітмарсенська, Графиня Ольденбурзька і Дельменгорстська»[15].
- 2 (13) лютого 1784 року — Катерина II приймає титули «цариця Херсоніса Таврійського», «Велика княгиня Полоцька», «Велика княгиня Вітебська», «Велика княгиня Мстиславська»[16].
- Павло I додає до титулу члени «государ Іверської, Карталінської, Грузинської та Кабардинської земель»[17] і «Государ Еверський» (мається на увазі прусське князівство Ієвер-спадкове володіння Ангальт-Цербстскіх)[18], а з 1798 р. також — «Великий Магістр орден Святого Іоанна Єрусалимського» (дана частина титулу після смерті Павла вживатися перестала).

- 18 (30) мая 1801 — Александр I отрекается от титула «Государь Еверский и Великий Магистр Державнаго Ордена Святого Иoaннa Иерусалимского».
- 25 декабря 1808 (6 января 1809) — Александр I принимает титул «Великий Князь Финляндский»[19].
- 6 (18) июня 1815 — Александр I принимает титул «Царь Польский»[20].
- 25 марта (6 апреля) 1828 — Николай I принимает титул «Государь Армянския области»[21].
- 3 (15) ноября 1882 — Александр III принимает титулы «Царь Грузинский» и «Государь Туркестанский»[22].
- К концу монархического правления в России (1917 г.) большой титул Всероссийских императоров, согласно ст. 59 Свода законов Российской империи, формулировался так:

«Божію поспішною милістю, Ми, NN, Імператор і Самодержець Всеросійський, Московський, Київський, Володимирський, Новгородський; Цар Казанський, Цар Астраханський, Цар Польський, Цар Сибірський, Цар Херсоніса Таврійського, Цар Грузинський; Государ Псковський та Великий Князь Смоленський, Литовський, Волинський, Подільський та Фінляндський; Князь Естляндський, Ліфляндський, Курляндський і Семигальський, Самогітський, Білостоцький, Корельський, Тверский, Югорський, Пермський, Вятський, Болгарський та інших; Государ та Великий Князь Новагорода низовських земель, Чернігівський, Рязанський, Полотський, Ростовський, Ярославський, Білозерський, Удорський, Обдорський, Кондійський, Вітебський , Арменські; Черкаських і Горських князів та інших наслідний Государ і Власник; Государ Туркестанський, Спадкоємець Норвезький, Герцог Шлезвіг-Голстинський, Стормарнський, Дітмарсенський і Ольденбурзький й іншн, й інше, й інше».

## В історіографії
Використання цифр в позначеннях титулів царів було вперше введено царем Петром I при прийнятті Імператорського титулу 1721 року — до цього моменту всі великі князі і царі іменувалися, як правило, за іменами і по-батькові. Першу спробу використати цифрові позначення у титулах великих князів і царів, правлячих до Петра, спробував запровадити Василь Татіщев у 1720-30 роках. Таким чином у нього Василь Дмитрович, син великого князя Дмитра Донського, іменувався великим князем Василем II, Іван Васильович Грозний іменувався великим князем Іваном V, а Іван Іванович Молодий — Іваном IV. Проте його нумерація не набула подальшого поширення. У 1740 році, коли на російський престол вступив Імператор Іванн Антонович, за рішенням Урядового Сенату і Святійшого Урядового Синоду офіційно була введена уточнююча цифрова приставка і його титул став звучати як Імператор Іванн III Антонович Всія Русі, його прадід отримав уточнений титул цар Іванн II Олексійович Всієї Росії, а цар Іван Васильович Грозний отримав уточнений титул цар Іванн I Васильович всієї Русі. Пізніше, 1818 року, Микола Карамзін у своїй «Історії Держави Російської» ввів в історіографію нове числення царів, починаючи від Івана Калити, таким чином Іван I Васильович (Грозний) став іменуватися як Іван IV Васильович, ця схема зберігається і до цього дня.

## В образотворчому мистецтві

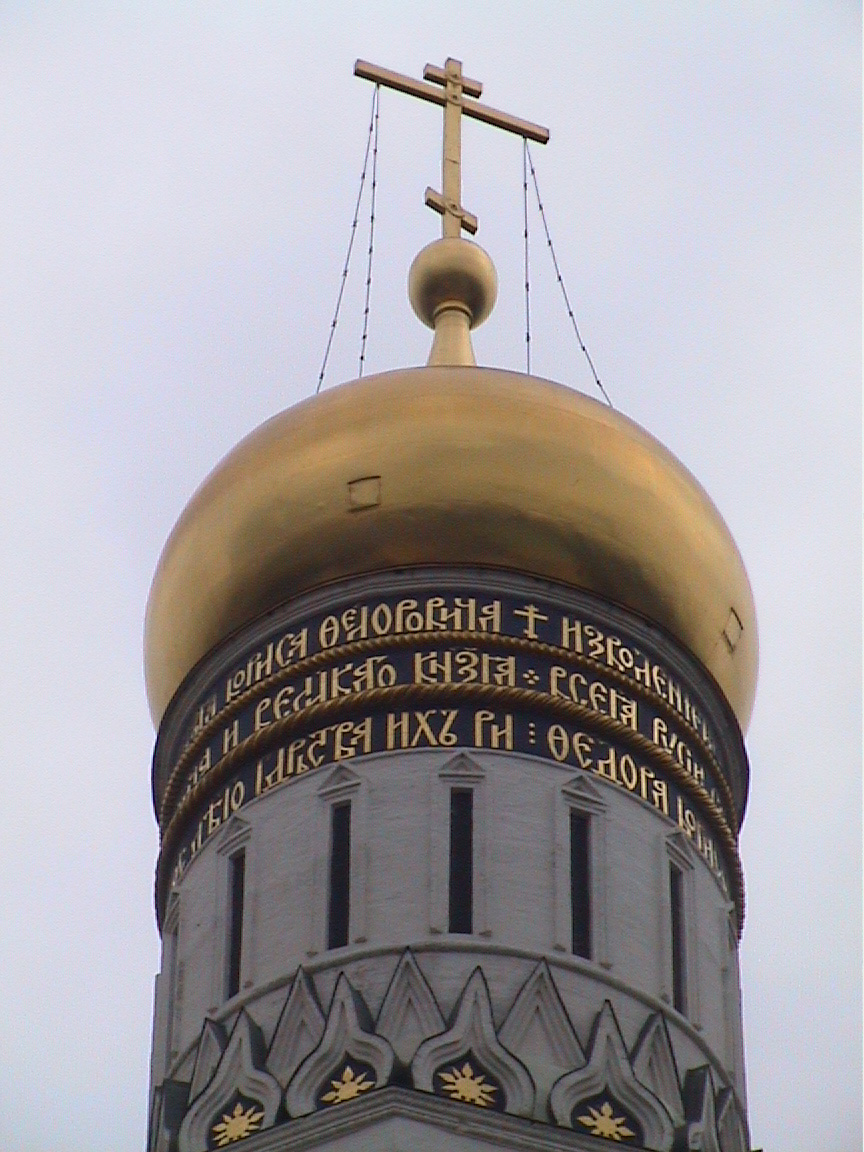
Єдиний мідний напис, що дійшов до нашого часу, зі скороченим государевим титулом була зроблена за велінням Бориса Годунова при надбудові дзвіниці Івана Великого.

Образотворче втілення государевого титулу включало емблеми чи герби цих земель (див., наприклад, Царський титулярник). Часто він містився на рельєфах царських споруд.
«Найдавнішим написом з царським титулом є плита зі Спаської вежі, де напис дано латиною. У ній міститься дев'ять найменувань. Царський титул мала напис у фризі Грановитої палати, виконана з мідних листів. На жаль, її текст втрачено, тому можна лише припустити, що вона була написана російською мовою і мала давнє походження. Аналогічний напис із міді оперізував фриз Золотої Середньої палати. Вона була виконана за Івана Грозного в 1561 році і містила одинадцять найменувань».
У Музеях Московського Кремля знаходиться будівельна плита білого каменю зі Спаської вежі Кремля, що належить до 1491 року. На її лицьовому боці вирізьблений латинський текст, який проголошує:
|                                   | Ioannes[,] Vasilii [filius,] Dei gratia magnvs dvx Volodimeriæ[,] Moscoviæ[,] Novogardiæ[,] Tiferiæ[,] Plescoviæ[,] Veticiæ[,] Ongariæ[,] Permiie[,] Bvolgariæ et alias totivsq[ue], Raxiæ d[omi]nvs[,] an[n]o 30 imperii svi has tvrres co[n]dere f[ecit] et statvit Petrvs Antonivs Solarivs Mediolanensis an[n]o n[ativit]a[tis] D[omi]ni 1491 K[alendis] M[artiis] i[ussit] p[onere]. |  | Иоанн Васильевич, Божьей милостью великий князь Владимирский, Московский, Новгородский, Тверской, Псковский, Вятский, Югорский, Пермский, Булгарский и других земель, и государь всей России, в 30-й год своего правления повелел соорудить эти башни, и [их] построил миланец Петр Антоний Солари, в 1491 году от воплощения Господня в Шаблон:РимК приказав заложить. |  |
| — Введение в латинскую эпиграфику | |  | |  |

|                                   | Ioannes[,] Vasilii [filius,] Dei gratia magnvs dvx Volodimeriæ[,] Moscoviæ[,] Novogardiæ[,] Tiferiæ[,] Plescoviæ[,] Veticiæ[,] Ongariæ[,] Permiie[,] Bvolgariæ et alias totivsq[ue], Raxiæ d[omi]nvs[,] an[n]o 30 imperii svi has tvrres co[n]dere f[ecit] et statvit Petrvs Antonivs Solarivs Mediolanensis an[n]o n[ativit]a[tis] D[omi]ni 1491 K[alendis] M[artiis] i[ussit] p[onere]. |  | Іоанн Васильович, Божою милістю великий князь Володимирський, Московський, Новгородський, Тверський, Псковський, В'ятський, Югорський, Пермський, Булгарський і інших земель, і государ всієї Росії, в 30-й рік свого правління повелів спорудити ці вежі, і [їх] збудував міланець Петро Антоній Соларі, в 1491 році від втілення Господнього в березневі календи наказавши закласти. |  |
| — Введение в латинскую эпиграфику | |  | |  |

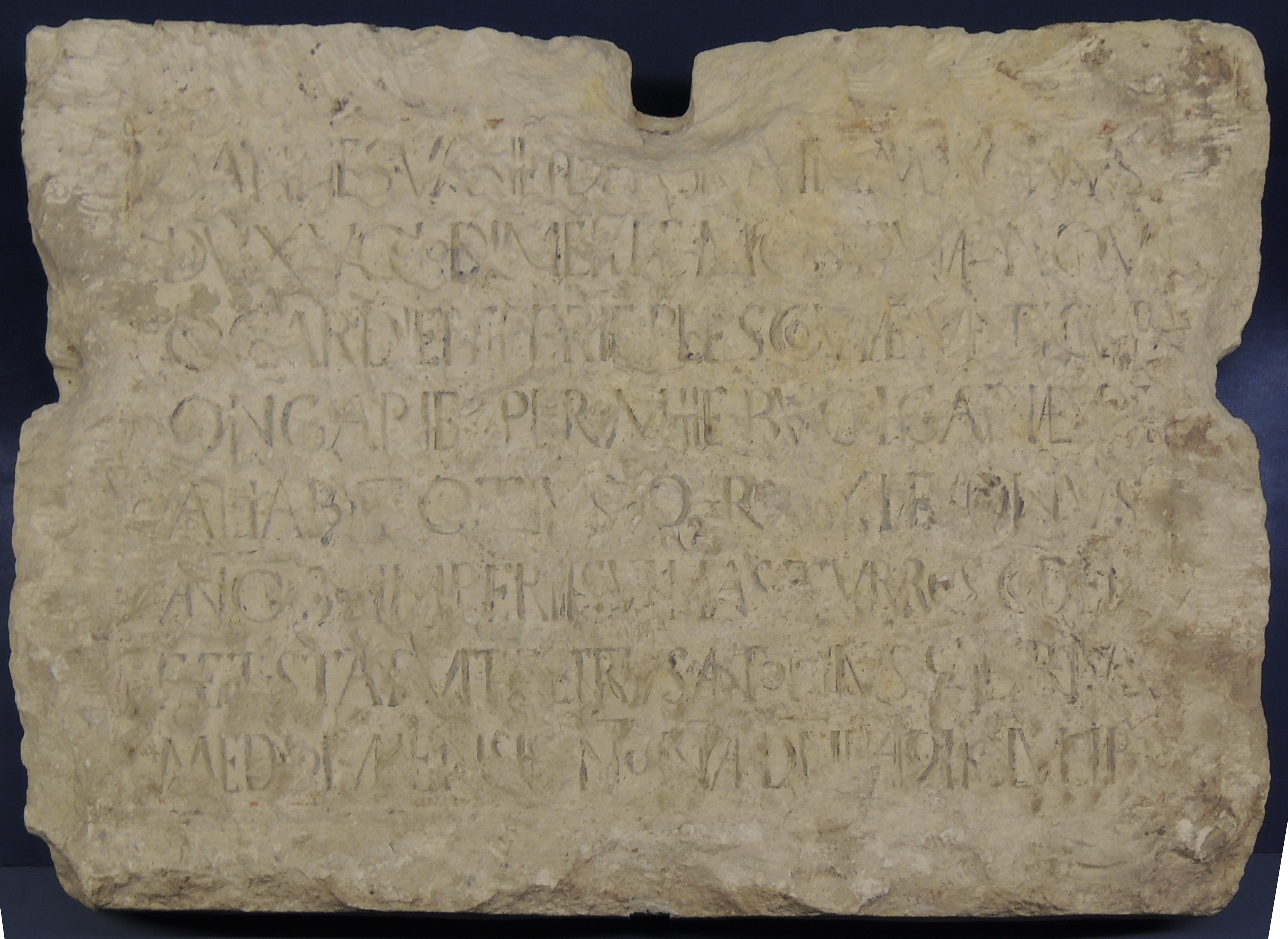
Оригінальна табличка, що зберігається у музеї Кремля

Плита була вмонтована під час грандіозної перебудови Кремля, затіяної Іваном ІІІ.
«На тлі суворих веж кремлівської цитаделі своєрідною декоративною вставкою служила плита з латинським текстом, встановлена в 1491 на честь закладки Спаської, Микільської та Костянтино-Єленінської веж. Вона була поміщена у кладку над проїзною аркою Спаської вежі. Плита мала поліхромне забарвлення — темно-сині букви на рожевому тлі. Особливий інтерес плита представляє тим, що вона була першою монументальною пам'яткою епіграфіки епохи Івана III, де було наведено повний титул великого князя Московського, зафіксовано об'єднання заліських князівств під егідою Москви та утворення нової держави. Плита з латинським текстом підкреслювала європейський характер московської столиці, і її текст був зрозумілий європейським послам, які в'їжджали в Кремль через головні ворота міста».

З внутрішньої сторони тієї ж вежі над проїзною частиною висить аналогічна плита з давньоруським текстом зі слідами позолоти:
|  | В лѣто ҂ѕцчѳ҃ · їꙋлїа. Божїею милостию · сдѣлана бысⷮ сїа стрѣлница · повелѣніемъ іѡанна васільевіча грⷣа и самодръжца всеѧ рꙋсиі · и великого кн҃ѕѧ · володимерьского · и московского · и новогородского · и псковского · и тверъского · и югорского · и ватского · и пермьского · и болгарскаго · и иныⷯ въ л҃е лѣто грⷣьства єго а дѣлалꙸ петръ антонїсъ · ѿ града медіѡлана |  | В июле 6999 года [от сотворения мира] Божьей милостью сооружена была эта башня повелением Иоанна Васильевича, государя и самодержца всей Руси и великого князя Владимирского, Московского, Новгородского, Псковского, Тверского, Югорского, Вятского, Пермского, Булгарского и других [земель], в 30-й год его правления, а строил [башню] Пётр Антоний из города Милана |  |
|  | |  | |  |

|  | В лѣто ҂ѕцчѳ҃ · їꙋлїа. Божїею милостию · сдѣлана бысⷮ сїа стрѣлница · повелѣніемъ іѡанна васільевіча грⷣа и самодръжца всеѧ рꙋсиі · и великого кн҃ѕѧ · володимерьского · и московского · и новогородского · и псковского · и тверъского · и югорского · и ватского · и пермьского · и болгарскаго · и иныⷯ въ л҃е лѣто грⷣьства єго а дѣлалꙸ петръ антонїсъ · ѿ града медіѡлана |  | Божою милістю споруджена була ця вежа велінням Іоанна Васильовича, государя і самодержця всієї Русі та великого князя Володимирського, Московського, Новгородського, Псковського, Тверського, Югорського, В'ятського, Пермського, Булгарського й інших [земель], в 30-й рік його правління, а будував [вежу] Петро Антоній з міста Мілана… |  |
|  | |  | |  |